# Chou WONDERFUL! ⑥
Chou WONDERFUL! ⑥ (超 WONDERFUL! ⑥ Super MARAVILLOSO 6?) es el 6º álbum de ℃-ute. Fue lanzado el 6 de abril de 2011 en Edición Regular y Edición Limitada. La Edición Limitada viene con un DVD extra. Vendió 7.716 copias y alcanzó 20 en las listas de Oricon. El álbum estaba originalmente programado para ser lanzado el 23 de marzo, pero se pospuso hasta el 6 de abril debido al terremoto de Tohoku de 2011.

## Lista de canciones

### CD
| N.º | Título                                                                 | Duración |  |
| 1.  | «Chou WONDERFUL! (超WONDERFUL!; Super MARAVILLOSO)»                    |          |  |
| 2.  | «Midnight Temptation»                                                  |          |  |
| 3.  | «Kiss me Aishiteru»                                                    |          |  |
| 4.  | «Iza, Susume! Steady go! (いざ、進め! Steady go!; Sigamos! Adelante!)» |          |  |
| 5.  | «Rururururu (ルルルルル)»                                              |          |  |
| 6.  | «Wakaretakunai… (別れたくない・・・; No quiero romper ···)»            |          |  |
| 7.  | «Aitai Lonely Christmas»                                               |          |  |
| 8.  | «Circle (サークル; Círculo)»                                           |          |  |
| 9.  | «Dance de Bakoon!»                                                     |          |  |
| 10. | «3ban Home 3 Ryoume (3番ホーム 3両目; 3er hogar 3er auto)»             |          |  |
| 11. | «Campus Life ~Umarete Kite Yokatta~»                                   |          |  |

### Edición limitada DVD
| N.º | Título                                             | Duración |  |
| 1.  | «Aitai Lonely Christmas (White Christmas Ver.)»    |          |  |
| 2.  | «Kiss me Aishiteru (Dance Shot Ver.)»              |          |  |
| 3.  | «Jacket Satsuei Making (ジャケット撮影メイキング)» |          |  |
| 4.  | «Kiss me Aishiteru (Dance Lesson Making)»          |          |  |

## Miembros presentes
- Maimi Yajima
- Saki Nakajima
- Airi Suzuki
- Chisato Okai
- Mai Hagiwara